# Drew Scott
Andrew Alfred Scott, mais conhecido como Drew Scott, (Vancouver, Columbia Britânica, 28 de abril de 1978) é ator, agente imobiliário e empresário canadense, mais conhecido por ser o co-apresentador (junto com seu irmão gêmeo Jonathan) da série de televisão Property Brothers. O programa de renovação habitacional, produzido pela Cineflix Media, apresenta Drew como agente imobiliário e Jonathan como contratado. O sucesso do programa levou a vários desdobramentos, como Buying and Selling, Brother vs. Brother e Property Brothers: at Home. Scott (junto com seus dois irmãos) é também co-fundador da Scott Brothers Entertainment, que cria e produz programas de televisão, filmes e conteúdo digital. Além disso, os gêmeos lançaram a marca de estilo de vida Scott Living e sua subsidiária, Dream Homes.
Scott participa de atividades beneficentes e filantrópicas. Ele reside em Las Vegas, Nevada, com sua esposa, Linda Phan, e seu irmão gêmeo. Trabalha no cinema e na televisão desde 2002.

## Trajetória
Drew Scott é o protagonista de uma série de TV baseada na compra, renovação e venda de casas chamada Property Brothers.
Em 2004, ele fundou a Scott Real Estate, Inc., uma empresa que supervisiona a venda e construção de projetos residenciais e comerciais com escritórios em Vancouver, Calgary e Las Vegas. Drew e Jonathan começaram a comprar e renovar propriedades quando eram adolescentes.
Ele comprou sua primeira casa com seu irmão gêmeo quando tinha 18 anos; renovado, eles venderam um ano depois, enquanto cursavam faculdade, com um ganho de cinquenta mil dólares. No entanto, antes de se dedicarem profissionalmente ao mercado imobiliário, os irmãos tentaram a sorte como atores. Tanto Jonathan quanto Drew apareceram no programa de televisão canadense Breaker High. Drew teve um papel em Smallville. Os dois também fizeram improvisação cômica. Eles decidiram voltar para a universidade para estudar construção e design. Seu negócio logo cresceu e eles foram convidados a fazer o programa de televisão.
Ambos os irmãos são agentes imobiliários licenciados. Drew obteve sua licença no início de 2004 e continua sendo um agente da Keller Williams Elite na Colúmbia Britânica. Para o show, Drew aparece como um agente imobiliário e Jonathan como um empreiteiro.

### Os gêmeos Scott no golfe
Drew e Jonathan Scott são idênticos, mesmo quando se trata de jogar golfe. Ambos fizeram um buraco em Hacker Haven, um campo de 3 pares perto da casa onde cresceram.

## Vida pessoal
Drew e Jonathan Scott fundaram o Dividian Production Group em 2002 com seu irmão mais velho JD, vivem em Las Vegas e medem 1,93 metros (Drew)  e 1,95 metros (Jonathan).